# Kalàixniki
Kalàixniki (en rus: Калашники) és un poble de l'óblast de Volgograd, a Rússia, segons el cens del 2010 tenia 143 habitants. Pertany al districte municipal de Pal·làssovka.